# Vertain
Vertain is een gemeente in het Franse Noorderdepartement (regio Hauts-de-France) en telt 515 inwoners (1999). De plaats maakt deel uit van het arrondissement Cambrai.

## Geografie
De oppervlakte van Vertain bedraagt 5,8 km², de bevolkingsdichtheid is 88,8 inwoners per km².
De onderstaande kaart toont de ligging van Vertain met de belangrijkste infrastructuur en aangrenzende gemeenten.

## Demografie
Onderstaande figuur toont het verloop van het inwonertal (bron: INSEE-tellingen).